# Metro UI
Metro (oficialmente Microsoft design language, do inglês linguagem de design da Microsoft ou MDL) é o codinome da interface gráfica desenvolvida pela Microsoft, baseada em tipografia, originalmente desenvolvido para o uso no Windows Phone. Os princípios de uso do Metro, tais como a tipografia, começou com o Microsoft Encarta, e posteriormente evoluiu para outros programas, como Windows Media Center e Zune. Apesar de ter sido desenvolvida para o Windows Phone, a Microsoft progrediu posteriormente a interface para outros de seus produtos, como o Xbox One
No sistema Windows, a interface Metro está presente no Windows 8, Windows 8.1 e Windows 10, substituindo a interface Windows Aero, que estava presente no Windows Vista e Windows 7. 

## Mudanças na terminologia
A Microsoft abandonou o nome "Metro" para a interface, alegando que deve lançar um novo titulo, pois seu lançamento está próximo. A empresa atestou também que o nome "Metro" sempre se tratou de um codinome e pede para que os desenvolvedores utilizem "Nova Interface de Usuário" para se referir à interface. Outras fontes dizem que a mudança se trata de uma disputa entre a empresa Metro AG e a Microsoft.